# Cosmosoma erythrarchos
Cosmosoma erythrarchos là một loài bướm đêm thuộc phân họ Arctiinae, họ Erebidae.